# Claude Netter
Pour les articles homonymes, voir Netter.
Claude Netter, né le 23 octobre 1924 dans le 7e arrondissement de Paris et mort le 13 juin 2007 à Neuilly-sur-Seine, est un escrimeur français pratiquant le fleuret.

## Biographie
Claude Netter a eu une brillante carrière sportive participant à quatre Jeux olympiques : Jeux olympiques d'été de 1948 à Londres, Jeux olympiques d'été de 1952 à Helsinki, Jeux olympiques d'été de 1956 à Melbourne et Jeux olympiques d'été de 1960 à Rome. 
Il reçoit la médaille des gloires du sport en 2007, au Comité national olympique et sportif français

### Palmarès
- Jeux olympiques
  -  Médaillé d'or au fleuret par équipe aux Jeux olympiques de 1952
  -   Médaillé d'argent au fleuret par équipe aux Jeux olympiques de 1956
- Championnats du monde d'escrime
  -  Champion du monde par équipe 1951 à Stockholm
  -  Champion du monde par équipe 1953 à Bruxelles
  -  Champion du monde par équipe 1958 à Philadelphie
  -   Vice-champion du monde par équipe 1950 à Monaco
  -   Vice-champion du monde par équipe 1954 à Luxembourg
  -   Vice-champion du monde par équipe 1957 à Paris